# مارانژ-زوندرانژ
مارانژ-زوندرانژ (به فرانسوی: Marange-Zondrange) یک کمون در فرانسه است که در Canton of Faulquemont واقع شده‌است.

## خصوصیات
مارانژ-زوندرانژ ۸٫۲۸ کیلومترمربع مساحت و ۲۷۹ نفر جمعیت دارد و ۲۵۱ متر بالاتر از سطح دریا واقع شده‌است.